# Ludvig Dam
Pour les articles homonymes, voir Dam.
Hans Peter Ludvig Dam, né le 24 mars 1884 à Nykøbing Falster et mort le 29 mars 1972 à Odense, est un nageur danois.

## Carrière
Ludvig Dam est éliminé en séries du 100 mètres nage libre aux Jeux olympiques intercalaires de 1906 à Athènes.
Aux Jeux olympiques de 1908 à Londres, il est médaillé d'argent de la finale du 100 mètres nage libre et est éliminé en séries du relais 4 x 200 mètres nage libre.